# 11e étape du Tour de France 2005
Pour un article plus général, voir Tour de France 2005.
La 11e étape du Tour de France 2005 a relié Courchevel à Briançon sur une distance de 173 km le 13 juillet 2005. C'était une étape de montagne avec les fameux col de la Madeleine (1 993 m, hors catégorie), col du Télégraphe (1 566 m) et col du Galibier (2 645 m, le plus haut sommet du Tour 2005, classé hors catégorie).

## Déroulement

### Récit
À quelques kilomètres du départ Thor Hushovd et Samuel Dumoulin lancent la première attaque et parviennent à distancer le peloton avec un écart maximum de 6 min 48 mais sont repris avant le passage au col de la Madeleine par un groupe de 10 poursuivants dont Alexandre Vinokourov, Óscar Pereiro et Santiago Botero parviennent à s'extirper à 33 km du départ.
Au col du Télégraphe le groupe des échappés compte 2 min 50 d'avance. Durant la montée des 17 km du col du Galibier, Óscar Pereiro est lâché et repris par le peloton. Peu après, le kazaque Vinokourov et le colombien Botero parviennent au sommet avec 2 min 40 secondes d'avance sur le groupe de poursuivants qui comprend Lance Armstrong et les principaux favoris. Les deux coureurs parviennent à consolider leur avance et à assurer la victoire d'étape à Alexandre Vinokourov qui l'emporte au sprint devant Santiago Botero. Le groupe Armstrong arrive avec un retard de 1 min 15.
L'Italien Dario Frigo de l'équipe cycliste Fassa Bortolo et sa femme ont été mis en examen et incarcérés à Courchevel avant le départ à la suite d'un contrôle de routine de la douane volante près de Chambéry qui a permis de découvrir des produits dopants dont de l'EPO dans le coffre de la voiture de son épouse. Dario était récidiviste du fait car il s'était déjà fait prendre avec des produits dopants en 2001 lors du Tour d'Italie.

### Sprints intermédiaires
- 1. Sprint intermédiaire de Saint-Michel-de-Maurienne (kilomètre 97,5)

| Premier   | Alexandre Vinokourov, 6 pts. et 6 s |
| Second    | Egoi Martínez, 4 pts. et 4 s        |
| Troisième | Óscar Pereiro, 2 pts. et 2 s        |
- 2. Sprint intermédiaire de Moulin-Baron (kilomètre 162)

| Premier   | Santiago Botero, 6 pts. et 6 s      |
| Second    | Alexandre Vinokourov, 4 pts. et 4 s |
| Troisième | José Azevedo, 2 pts. et 2 s         |

### Classement du maillot à pois de la montagne
| Premier    | Santiago Botero, 20 pts.      |
| Second     | Alexandre Vinokourov, 18 pts. |
| Troisièmer | Óscar Pereiro, 16 pts.        |
| Quatrième  | Egoi Martínez, 14 pts.        |
| Cinquième  | Christophe Moreau, 12 pts.    |
| Sixième    | Michael Rasmussen, 10 pts.    |
| Septième   | Manuel Beltrán, 8 pts.        |
| Huitième   | José Luis Rubiera, 7 pts.     |
| Neuvième   | José Azevedo, 6 pts.          |
| Dixième    | George Hincapie, 5 pts.       |

| Premier   | Santiago Botero, 15 pts.      |
| Second    | Alexandre Vinokourov, 13 pts. |
| Troisième | Óscar Pereiro, 11 pts.        |
| Quatrième | Christophe Moreau, 9 pts.     |
| Cinquième | Michael Rasmussen, 8 pts.     |
| Sixième   | José Luis Rubiera, 7 pts.     |
| Septième  | Manuel Beltrán, 6 pts.        |
| Huitième  | Paolo Savoldelli, 5 pts.      |

| - 3. Col du Galibier, hors catégorie (kilomètre 133) \| Premier \| Alexandre Vinokourov, 40 pts. \| \| Second \| Santiago Botero, 36 pts. \| \| Troisième \| Michael Rasmussen, 32 pts. \| \| Quatrième \| Christophe Moreau, 28 pts. \| \| Cinquième \| José Azevedo, 24 pts. \| \| Sixième \| Paolo Savoldelli, 20 pts. \| \| Septième \| Jaroslaw Popowitsch, 16 pts. \| \| Huitième \| Lance Armstrong, 14 pts. \| \| Neuvième \| Jörg Jaksche, 12 pts. \| \| Dixième \| Cadel Evans, 10 pts. \| |                               |
| Premier | Alexandre Vinokourov, 40 pts. |
| Second | Santiago Botero, 36 pts.      |
| Troisième | Michael Rasmussen, 32 pts.    |
| Quatrième | Christophe Moreau, 28 pts.    |
| Cinquième | José Azevedo, 24 pts.         |
| Sixième | Paolo Savoldelli, 20 pts.     |
| Septième | Jaroslaw Popowitsch, 16 pts.  |
| Huitième | Lance Armstrong, 14 pts.      |
| Neuvième | Jörg Jaksche, 12 pts.         |
| Dixième | Cadel Evans, 10 pts.          |

## Classement de l'étape
| \| Classement de l'étape \| Classement de l'étape \| Classement de l'étape \| Classement de l'étape \| Classement de l'étape \| \| Coureur \| Coureur \| Pays \| Équipe \| Temps \| \| --------------------- \| --------------------- \| --------------------- \| ---------------------- \| --------------------- \| \| 1er \| Alexandre Vinokourov \| Kazakhstan \| T-Mobile \| 4 h 52 min 08 s \| \| 2e \| Santiago Botero \| Colombie \| Phonak Hearing Systems \| + 1 s \| \| 3e \| Christophe Moreau \| France \| Crédit Agricole \| + 1 min 15 s \| \| 4e \| Bobby Julich \| États-Unis \| CSC \| + 1 min 15 s \| \| 5e \| Eddy Mazzoleni \| Italie \| Lampre-Caffita \| + 1 min 15 s \| \| 6e \| Lance Armstrong \| États-Unis \| Discovery Channel \| DQ \| \| 7e \| Cadel Evans \| Australie \| Davitamon-Lotto \| + 1 min 15 s \| \| 8e \| Levi Leipheimer \| États-Unis \| Gerolsteiner \| + 1 min 15 s \| \| 9e \| Michael Rasmussen \| Danemark \| Rabobank \| + 1 min 15 s \| \| 10e \| Georg Totschnig \| Autriche \| Gerolsteiner \| + 1 min 15 s \| |                      |            |                        |                 |
| |                      |            |                        |                 |
| |                      |            |                        |                 |
| Classement de l'étape |                      |            |                        |                 |
| Coureur | Coureur              | Pays       | Équipe                 | Temps           |
| 1er | Alexandre Vinokourov | Kazakhstan | T-Mobile               | 4 h 52 min 08 s |
| 2e | Santiago Botero      | Colombie   | Phonak Hearing Systems | + 1 s           |
| 3e | Christophe Moreau    | France     | Crédit Agricole        | + 1 min 15 s    |
| 4e | Bobby Julich         | États-Unis | CSC                    | + 1 min 15 s    |
| 5e | Eddy Mazzoleni       | Italie     | Lampre-Caffita         | + 1 min 15 s    |
| 6e | Lance Armstrong      | États-Unis | Discovery Channel      | DQ              |
| 7e | Cadel Evans          | Australie  | Davitamon-Lotto        | + 1 min 15 s    |
| 8e | Levi Leipheimer      | États-Unis | Gerolsteiner           | + 1 min 15 s    |
| 9e | Michael Rasmussen    | Danemark   | Rabobank               | + 1 min 15 s    |
| 10e | Georg Totschnig      | Autriche   | Gerolsteiner           | + 1 min 15 s    |

## Classement général
| \| Classement général \| Classement général \| Classement général \| Classement général \| Classement général \| \| Coureur \| Coureur \| Pays \| Équipe \| Temps \| \| ------------------ \| ------------------ \| ------------------ \| ------------------------------ \| ------------------ \| \| 1er \| Lance Armstrong \| États-Unis \| Discovery Channel \| DQ \| \| 2e \| Michael Rasmussen \| Danemark \| Rabobank \| + 38 s \| \| 3e \| Christophe Moreau \| France \| Crédit Agricole \| + 2 min 34 s \| \| 4e \| Ivan Basso \| Italie \| CSC \| + 2 min 40 s \| \| 5e \| Alejandro Valverde \| Espagne \| Illes Balears-Caisse d'Épargne \| + 3 min 16 s \| \| 6e \| Santiago Botero \| Colombie \| Phonak Hearing Systems \| + 3 min 48 s \| \| 7e \| Levi Leipheimer \| États-Unis \| Gerolsteiner \| + 3 min 58 s \| \| 8e \| Francisco Mancebo \| Espagne \| Illes Balears-Caisse d'Épargne \| + 4 min 00 s \| \| 9e \| Jan Ullrich \| Allemagne \| T-Mobile \| + 4 min 02 s \| \| 10e \| Andreas Klöden \| Allemagne \| T-Mobile \| + 4 min 16 s \| |                    |            |                                |              |
| |                    |            |                                |              |
| |                    |            |                                |              |
| Classement général |                    |            |                                |              |
| Coureur | Coureur            | Pays       | Équipe                         | Temps        |
| 1er | Lance Armstrong    | États-Unis | Discovery Channel              | DQ           |
| 2e | Michael Rasmussen  | Danemark   | Rabobank                       | + 38 s       |
| 3e | Christophe Moreau  | France     | Crédit Agricole                | + 2 min 34 s |
| 4e | Ivan Basso         | Italie     | CSC                            | + 2 min 40 s |
| 5e | Alejandro Valverde | Espagne    | Illes Balears-Caisse d'Épargne | + 3 min 16 s |
| 6e | Santiago Botero    | Colombie   | Phonak Hearing Systems         | + 3 min 48 s |
| 7e | Levi Leipheimer    | États-Unis | Gerolsteiner                   | + 3 min 58 s |
| 8e | Francisco Mancebo  | Espagne    | Illes Balears-Caisse d'Épargne | + 4 min 00 s |
| 9e | Jan Ullrich        | Allemagne  | T-Mobile                       | + 4 min 02 s |
| 10e | Andreas Klöden     | Allemagne  | T-Mobile                       | + 4 min 16 s |

## Classements annexes
| Classement par points | Classement par points | Classement par points | Classement par points           | Classement par points |
| Coureur               | Coureur               | Pays                  | Équipe                          | Points                |
| --------------------- | --------------------- | --------------------- | ------------------------------- | --------------------- |
| 1er                   | Tom Boonen            | Belgique              | Quick Step-Innergetic           | 133 pts               |
| 2e                    | Thor Hushovd          | Norvège               | Crédit Agricole                 | 128 pts               |
| 3e                    | Stuart O'Grady        | Australie             | Cofidis-Le Crédit par Téléphone | 109 pts               |
| 4e                    | Robbie McEwen         | Australie             | Davitamon-Lotto                 | 96 pts                |
| 5e                    | Alexandre Vinokourov  | Kazakhstan            | T-Mobile                        | 81 pts                |

| Classement par points | Classement par points | Classement par points | Classement par points           | Classement par points |
| Coureur               | Coureur               | Pays                  | Équipe                          | Points                |
| --------------------- | --------------------- | --------------------- | ------------------------------- | --------------------- |
| 1er                   | Tom Boonen            | Belgique              | Quick Step-Innergetic           | 133 pts               |
| 2e                    | Thor Hushovd          | Norvège               | Crédit Agricole                 | 128 pts               |
| 3e                    | Stuart O'Grady        | Australie             | Cofidis-Le Crédit par Téléphone | 109 pts               |
| 4e                    | Robbie McEwen         | Australie             | Davitamon-Lotto                 | 96 pts                |
| 5e                    | Alexandre Vinokourov  | Kazakhstan            | T-Mobile                        | 81 pts                |

| Classement de la montagne | Classement de la montagne | Classement de la montagne | Classement de la montagne | Classement de la montagne |
| Coureur                   | Coureur                   | Pays                      | Équipe                    | Points                    |
| ------------------------- | ------------------------- | ------------------------- | ------------------------- | ------------------------- |
| 1er                       | Michael Rasmussen         | Danemark                  | Rabobank                  | 160 pts                   |
| 2e                        | Christophe Moreau         | France                    | Crédit Agricole           | 89 pts                    |
| 3e                        | Santiago Botero           | Colombie                  | Phonak Hearing Systems    | 88 pts                    |
| 4e                        | Alexandre Vinokourov      | Kazakhstan                | T-Mobile                  | 71 pts                    |
| 5e                        | Lance Armstrong           | États-Unis                | Discovery Channel         | DQ                        |

| Classement de la montagne | Classement de la montagne | Classement de la montagne | Classement de la montagne | Classement de la montagne |
| Coureur                   | Coureur                   | Pays                      | Équipe                    | Points                    |
| ------------------------- | ------------------------- | ------------------------- | ------------------------- | ------------------------- |
| 1er                       | Michael Rasmussen         | Danemark                  | Rabobank                  | 160 pts                   |
| 2e                        | Christophe Moreau         | France                    | Crédit Agricole           | 89 pts                    |
| 3e                        | Santiago Botero           | Colombie                  | Phonak Hearing Systems    | 88 pts                    |
| 4e                        | Alexandre Vinokourov      | Kazakhstan                | T-Mobile                  | 71 pts                    |
| 5e                        | Lance Armstrong           | États-Unis                | Discovery Channel         | DQ                        |

| Classement du meilleur jeune | Classement du meilleur jeune | Classement du meilleur jeune | Classement du meilleur jeune   | Classement du meilleur jeune |
| Coureur                      | Coureur                      | Pays                         | Équipe                         | Temps                        |
| ---------------------------- | ---------------------------- | ---------------------------- | ------------------------------ | ---------------------------- |
| 1er                          | Alejandro Valverde           | Espagne                      | Illes Balears-Caisse d'Épargne | 42 h 03 min 13 s             |
| 2e                           | Yaroslav Popovych            | Ukraine                      | Discovery Channel              | + 3 min 09 s                 |
| 3e                           | Andrey Kashechkin            | Kazakhstan                   | Crédit Agricole                | + 3 min 16 s                 |
| 4e                           | Alberto Contador             | Espagne                      | Liberty Seguros-Würth          | + 16 min 19 s                |
| 5e                           | Maxim Iglinskiy              | Kazakhstan                   | Domina Vacanze-De Nardi        | + 25 min 39 s                |

| Classement du meilleur jeune | Classement du meilleur jeune | Classement du meilleur jeune | Classement du meilleur jeune   | Classement du meilleur jeune |
| Coureur                      | Coureur                      | Pays                         | Équipe                         | Temps                        |
| ---------------------------- | ---------------------------- | ---------------------------- | ------------------------------ | ---------------------------- |
| 1er                          | Alejandro Valverde           | Espagne                      | Illes Balears-Caisse d'Épargne | 42 h 03 min 13 s             |
| 2e                           | Yaroslav Popovych            | Ukraine                      | Discovery Channel              | + 3 min 09 s                 |
| 3e                           | Andrey Kashechkin            | Kazakhstan                   | Crédit Agricole                | + 3 min 16 s                 |
| 4e                           | Alberto Contador             | Espagne                      | Liberty Seguros-Würth          | + 16 min 19 s                |
| 5e                           | Maxim Iglinskiy              | Kazakhstan                   | Domina Vacanze-De Nardi        | + 25 min 39 s                |

| Classement par équipes | Classement par équipes         | Classement par équipes | Classement par équipes |
| Équipe                 | Équipe                         | Pays                   | Temps                  |
| ---------------------- | ------------------------------ | ---------------------- | ---------------------- |
| 1re                    | CSC                            | Danemark               | 123 h 49 min 25 s      |
| 2e                     | T-Mobile                       | Allemagne              | + 2 min 12 s           |
| 3e                     | Illes Balears-Caisse d'Épargne | Espagne                | + 3 min 54 s           |
| 4e                     | Discovery Channel              | États-Unis             | + 8 min 04 s           |
| 5e                     | Phonak Hearing Systems         | Suisse                 | + 12 min 29 s          |

| Classement par équipes | Classement par équipes         | Classement par équipes | Classement par équipes |
| Équipe                 | Équipe                         | Pays                   | Temps                  |
| ---------------------- | ------------------------------ | ---------------------- | ---------------------- |
| 1re                    | CSC                            | Danemark               | 123 h 49 min 25 s      |
| 2e                     | T-Mobile                       | Allemagne              | + 2 min 12 s           |
| 3e                     | Illes Balears-Caisse d'Épargne | Espagne                | + 3 min 54 s           |
| 4e                     | Discovery Channel              | États-Unis             | + 8 min 04 s           |
| 5e                     | Phonak Hearing Systems         | Suisse                 | + 12 min 29 s          |